# Landshuter Successieoorlog
De Landshuter Successieoorlog (Duits: Landshuter Erbfolgekrieg) was een oorlog tussen de Palts en Beieren-München over de opvolging in Beieren-Landshut. Het conflict duurde van 1503 tot 1505 en werd grotendeels in het voordeel van Beieren-München beslist door middel van een keizerlijke scheidsrechterlijke uitspraak.

## Voorgeschiedenis
Op 16 september 1496 maakte George de Rijke, hertog van Beieren-Landshut zijn testament op, waarin hij zijn dochter Elisabeth tot erfgename maakte. George had geen zonen en volgens de huisverdragen van het Huis Wittelsbach zou in dat geval zijn bezit aan Beieren-München vallen. Ondanks protesten van Albrecht IV van Beieren-München en de weigering van koning Maximiliaan I om het testament te erkennen bleef George bij zijn beslissing.
In 1499 trad Elisabeth in het huwelijk met Ruprecht van de Palts. George de Rijke maakte Ruprecht tot stadhouder en sloot een alliantie met diens vader, keurvorst Filips van de Palts. George stierf op 1 december 1503. Ruprecht nam hierop Burg Trausnitz over, terwijl de Staten van Beieren-Landhut een regentschapsraad oprichtten en zich tot het Rijkskamergerecht wendden. Ook Albrecht maakte kenbaar dat hij zijn erfenis niet wilde opgeven. Koning Maximiliaan I riep op 5 februari 1504 de twee partijen bij elkaar in het raadhuis van Augsburg. In ruil voor zijn bemiddeling wilde Maximiliaan echter met gebieden gecompenseerd worden. Albrecht verklaarde in april dat hij bereid was om Kitzbühel, Kufstein en Rattenberg aan Maximiliaan af te staan, waarop Maximiliaan hem 10.000 man hulptroepen en subsidies toezegde. Op 23 april deed Maximiliaan Ruprecht en zijn aanhangers in de rijksban en beleende Albrecht officieel met de erfenis van George de Rijke.
Ruprecht en Elisabeth hadden op 17 april de regentschapsraad ontbonden, en lieten troepen uit de Palts Burghausen, Landshut en enkele andere steden bezetten. Ruprecht werd gesteund door zijn vader Filips van de Palts, het prinsbisdom Würzburg en Henneberg-Schleusingen maar Franse steun aan Ruprecht bleef uit, ondanks eerdere beloftes van de Franse koning. Ook trok Ruprecht Boheemse hulptroepen aan, zodat hij uiteindelijk de beschikking had over 30.000 man.
Albrecht werd behalve door de keizer ook door hertog Ulrich van Württemberg, Alexander van Palts-Zweibrücken, Frederik I van Ansbach en Kulmbach, Willem II van Hessen, de rijksstad Neurenberg en de Zwabische bond gesteund, waardoor Albrecht de beschikking kreeg over een leger van bijna 60.000 man.

## De oorlog

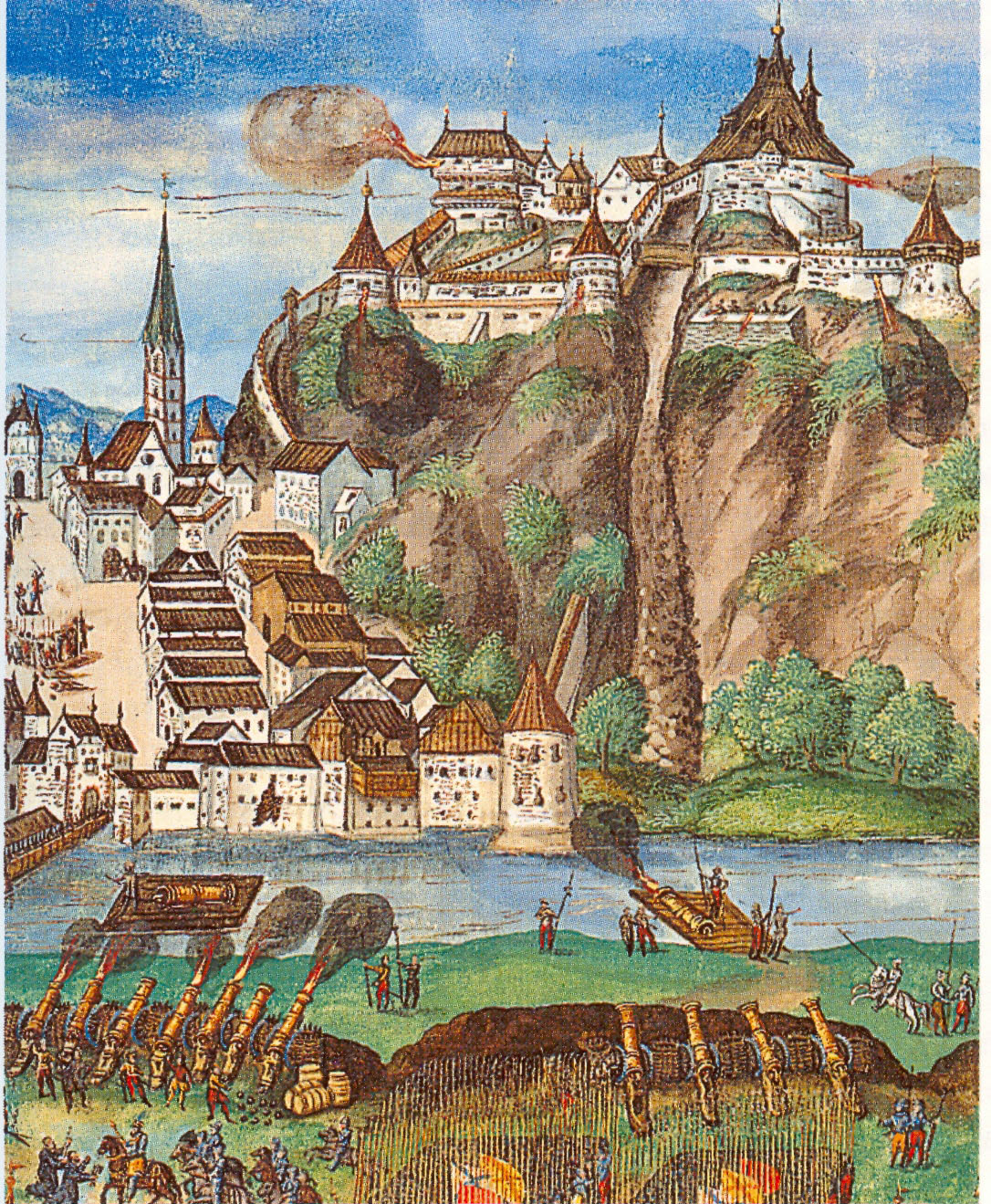
Beleg van Kufstein door de troepen van koning Maximiliaan I.

Albrecht begon op 21 juni 1504 met de belegering van Landau an der Isar, dat hij wist te veroveren na een bombardement. Op 13 juli troffen Albrechts en Ruprechts troepen elkaar bij Landshut, een veldslag die Albrecht wist te winnen. Ruprecht trok zich terug naar Landshut, waar hij op 20 augustus aan dysenterie stierf. Elisabeth zette na zijn dood de oorlog voort.
Een leger uit de Palts veroverde Kufstein op 9 augustus en veertien dagen later ook Braunau na hevige gevechten. Tegelijkertijd werd in de Opper-Palts Freystadt veroverd en de Abdij Waldsassen verwoest door troepen van markgraaf Frederik I. Lauf, Hersbruck en Altdorf werden door de Neurenbergers veroverd. Ook in de Palts werden grote verwoestingen aangericht. De Abdij Limburg brandde door toedoen van de vijandige legers geheel af en 300 andere plaatsen in de Palts werden vernietigd. Keurvorst Filips sloot op 10 september een wapenstilstand.
Na zijn overwinning bij Landshut probeerde Albrecht tevergeefs Neuburg an der Donau te veroveren. Een Boheems huurlingenleger dat optrok door de Opper-Palts werd op 12 september door de verenigde strijdkrachten van Maximiliaan en Albrecht in de Slag bij Wenzenbach verslagen. Drie dagen na de slag stierf Elisabeth. In naam van haar zoons werd de oorlog echter voortgezet.
Veldheer Georg von Wisbeck wist Vohburg nog voor de Palts te veroveren, maar het lukte hem niet München in te nemen. In plaats daarvan plunderde hij een groot aantal steden en liet Burghausen tot de grond toe afbranden. Maximiliaan heroverde Kufstein, waarna de steden Rattenberg, Schwaz, Kitzbühel, Traunstein, Reichenhall zich aan hem overgaven. Op 23 januari 1505 troffen beide vijandige legers elkaar bij Gangkofen voor het laatst. Wisbeck daagde de Beierse opperbevelhebber Reinbrecht von Reichenberg uit tot een tweegevecht, een duel waarvan ze later beiden beweerden dat ze de overwinning hadden behaald. Op 9 februari werd ook hier een wapenstilstand getekend.

## DeKölner Schiedsspruch

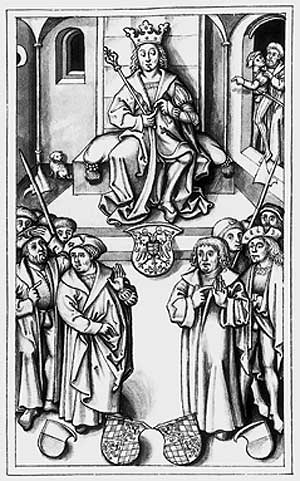
De Keulse scheidsrechterlijke uitspraak van koning Maximiliaan I, door Andreas Zainer

Op de Rijksdag van Keulen werd op 30 juli 1505 de strijd officieel bijgelegd door middel van een scheidsrechterlijke uitspraak door koning Maximiliaan I. Het voormalige Beieren-Landshut werd verdeeld, waarbij het grootse gedeelte aan Beieren-München kwam. Maximiliaans graafschap Tirol werd uitgebreid met het gebied rond de steden Kitzbühel, Kufstein en Rattenberg. De rijksstad Neurenberg kreeg in de Palts de ambten rond Altdorf, Hersbruck en Lauf en het hertogdom Württemberg kreeg de heerlijkheid Heidenheim.
Voor de zoons van Ruprecht en Elisabeth werd een nieuw hertogdom gecreëerd: Palts-Neuburg. Neuburg werd de hoofdstad, andere belangrijke steden waren Höchstädt, Monheim, Hilpoltstein, Burglengenfeld en Sulzbach. Omdat beide zoons nog minderjarig waren, kwamen ze onder voogdijschap te staan van hun oom Frederik.